# Crataegus caucasica
Crataegus caucasica är en rosväxtart som beskrevs av C. Koch. Crataegus caucasica ingår i Hagtornssläktet som ingår i familjen rosväxter. Inga underarter finns listade i Catalogue of Life.